# Station Almere Poort
Station Almere Poort is het spoorwegstation van Almere Poort, en is gelegen in het Olympiakwartier. Het ligt aan de Flevolijn en is vanuit de Randstad het eerste station in Flevoland. De bouw van het station begon op 21 januari 2012 en het station werd geopend op 9 december 2012, het begin van de dienstregeling 2013. Het station wordt 6 keer per uur in beide richtingen door sprinters bediend.

## OV-chipkaart
Dit station is afgesloten met OVC-poorten.

## Treinverbindingen
In de dienstregeling 2025 stoppen de volgende treinseries op Almere Poort:
| Serie | Treinsoort    | Route | Bijzonderheden |
| ----- | ------------- | --- | --- |
| 4300  | Sprinter (NS) | Den Haag Centraal – Leiden Centraal – Schiphol Airport – Amsterdam Zuid – Weesp – Almere Poort – Almere Centrum – Almere Buiten – Almere Oostvaarders – Lelystad Centrum | |
| 4600  | Sprinter (NS) | Amsterdam Centraal – Weesp – Almere Poort – Almere Centrum – Almere Buiten – Almere Oostvaarders                                                                         | Rijdt niet na circa 20:00 uur, op zaterdag voor circa 9:00 uur en op zondag voor circa 10:00 uur. |
| 4900  | Sprinter (NS) | Utrecht Centraal – Hilversum – Almere Poort – Almere Centrum | Stopt niet in Hilversum Media Park en Bussum Zuid. Stopt van maandag t/m vrijdag tussen circa 6:30 en 20:00 uur, op zaterdag tussen circa 10:00 en 20:00 uur en op zondag tussen circa 11:00 en 20:00 uur niet te Hollandsche Rading. |

Omdat het stadsdeel in de oorspronkelijke plannen voor Almere niet voorkwam, is er bij de aanleg van de Flevolijn geen rekening mee gehouden. De onderdoorgangen onder het spoor werden pas in 2006 opgeleverd door ProRail.

## Busvervoer
Op Almere Poort komen de buslijnen:

### Metrobus
| Lijn | Lijn       | Route                           | Via | Opmerkingen |
| ---- | ---------- | ------------------------------- | --- | ----------- |
| M4   | Poortmetro | Station Centrum - Station Poort | Stedenwijk, Componistenpad, Station Muziekwijk, Literatuurwijk, Hogekant, Homeruskwartier, Columbuskwartier, Europakwartier |             |

### duinGo
| Lijn | Route                | Opmerkingen |
| ---- | -------------------- | --- |
| 24   | Station Poort - Duin | Rijdt niet tussen 9:20 en 14:20, 's avonds en in het weekend. Rijdt in de zomermaanden wel in het weekend overdag. |

### R-net
| Lijn | Route                                               | via | Opmerking                                                            |
| ---- | --------------------------------------------------- | --- | -------------------------------------------------------------------- |
| 322  | Almere, Station Parkwijk - Amsterdam, Amstelstation | Almere Stad (Verzetswijk, Tussen de Vaarten, Sallandsekant, Danswijk, Veluwsekant, Busstation ’t Oor, Gooisekant), Almere Poort (Hogekant, Europakwartier, Topsportcentrum, Station Poort, Strand), Muiden (P+R, Maxisweg), Diemen (Diemerknoop), Amsterdam-Oost (Brinkstraat, Middenweg) | Rijdt buiten de spitsuren alleen tussen busstation 't Oor en Muiden. |

### nightGo
| Lijn | Route                                           | Via | Opmerkingen                    |
| ---- | ----------------------------------------------- | --- | ------------------------------ |
| N22  | Almere, Station Buiten - Amsterdam, Leidseplein | Almere Buiten (Bloemenbuurt, Faunabuurt, Landgoederenbuurt), Almere Stad (Tussen de Vaarten, Sallandsekant, Danswijk, Parkwijk, Station Parkwijk, Parkwijk, Filmwijk, Flevoziekenhuis, Station Centrum, Staatsliedenwijk, Kruidenwijk, Muziekwijk, Station Muziekwijk, Componistenpad, Station Muziekwijk, Literatuurwijk, Hogekant), Almere Poort (Middenkant, Homeruskwartier, Columbuskwartier, Europakwartier, Station Poort), Muiden (P+R), Amsterdam (Brinklaan, Middenweg, Amstelstation) | Rijdt alleen op zaterdagnacht. |

## Ontwikkeling aantal reizigers
Het aantal door NS vervoerde reizigers (per gemiddelde werkdag) ontwikkelde zich sedert 2019 als volgt:
| Jaar | Aantal reizigers |
| ---- | ---------------- |
| 2019 | 6.089            |
| 2020 | 3.195            |
| 2021 | 3.482            |
| 2022 | 4.857            |
| 2023 | 5.818            |
| 2024 | 5.925            |

## Afbeeldingen

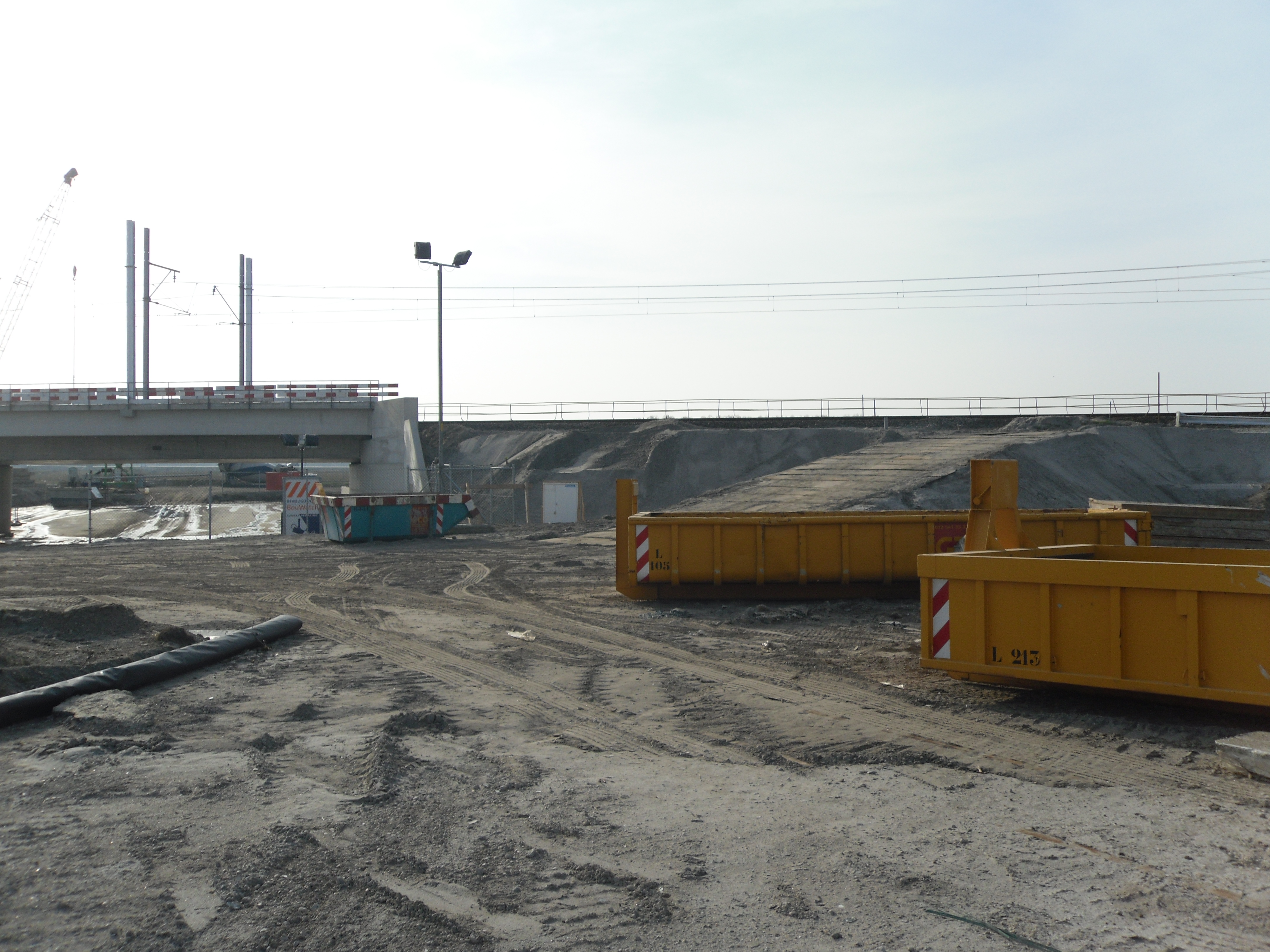
Foto van de bouw: de palen voor de bovenleiding zijn al aanwezig
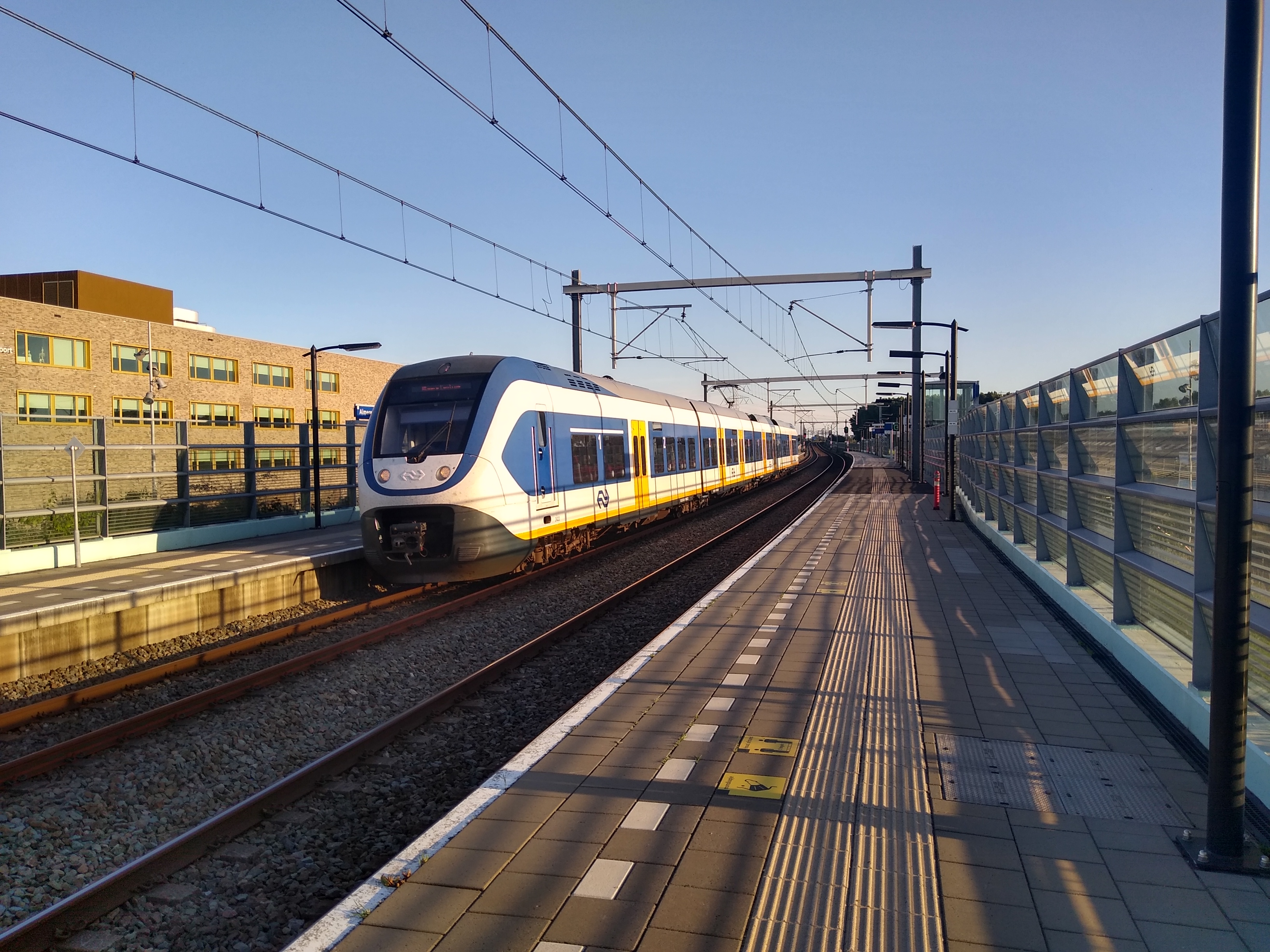
SLT op het station
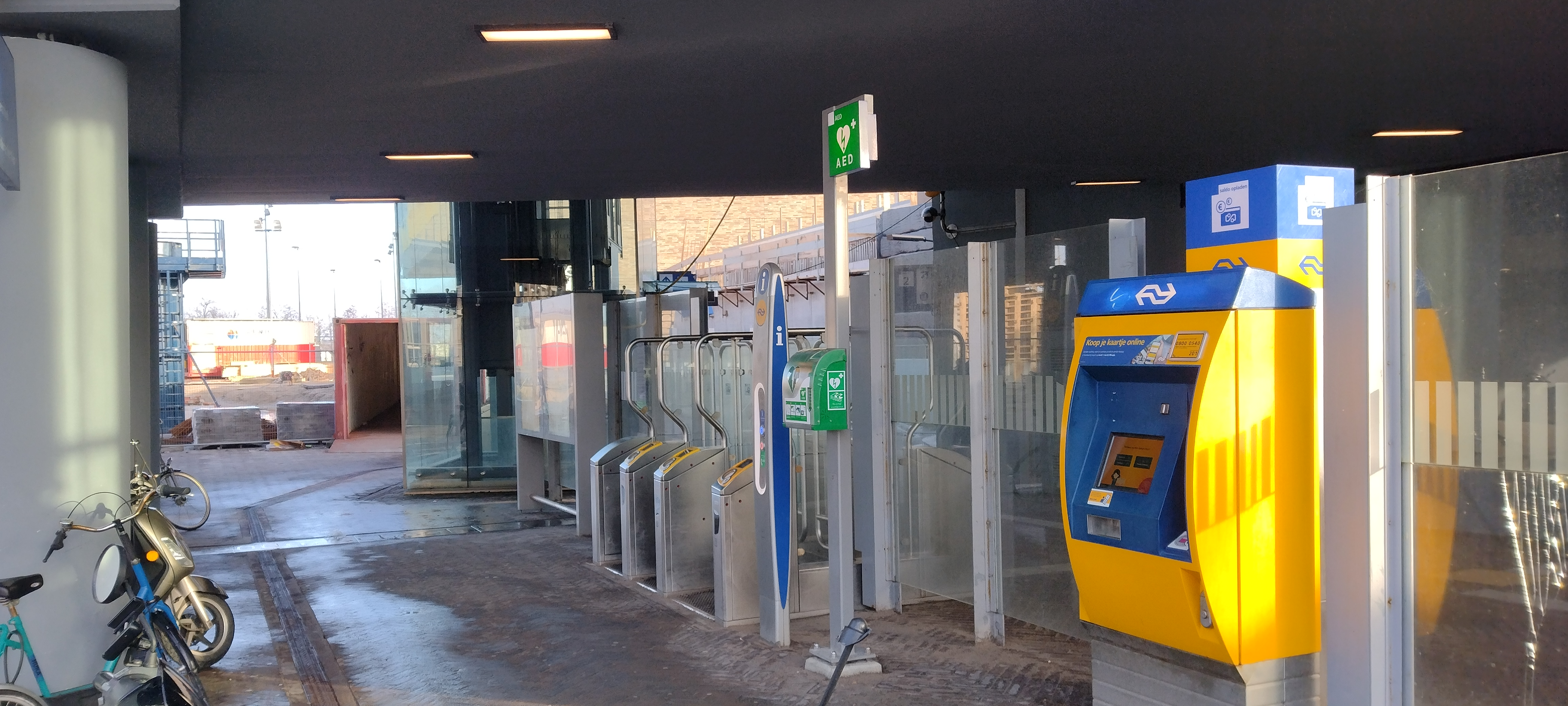
Poortjes en kaartautomaat
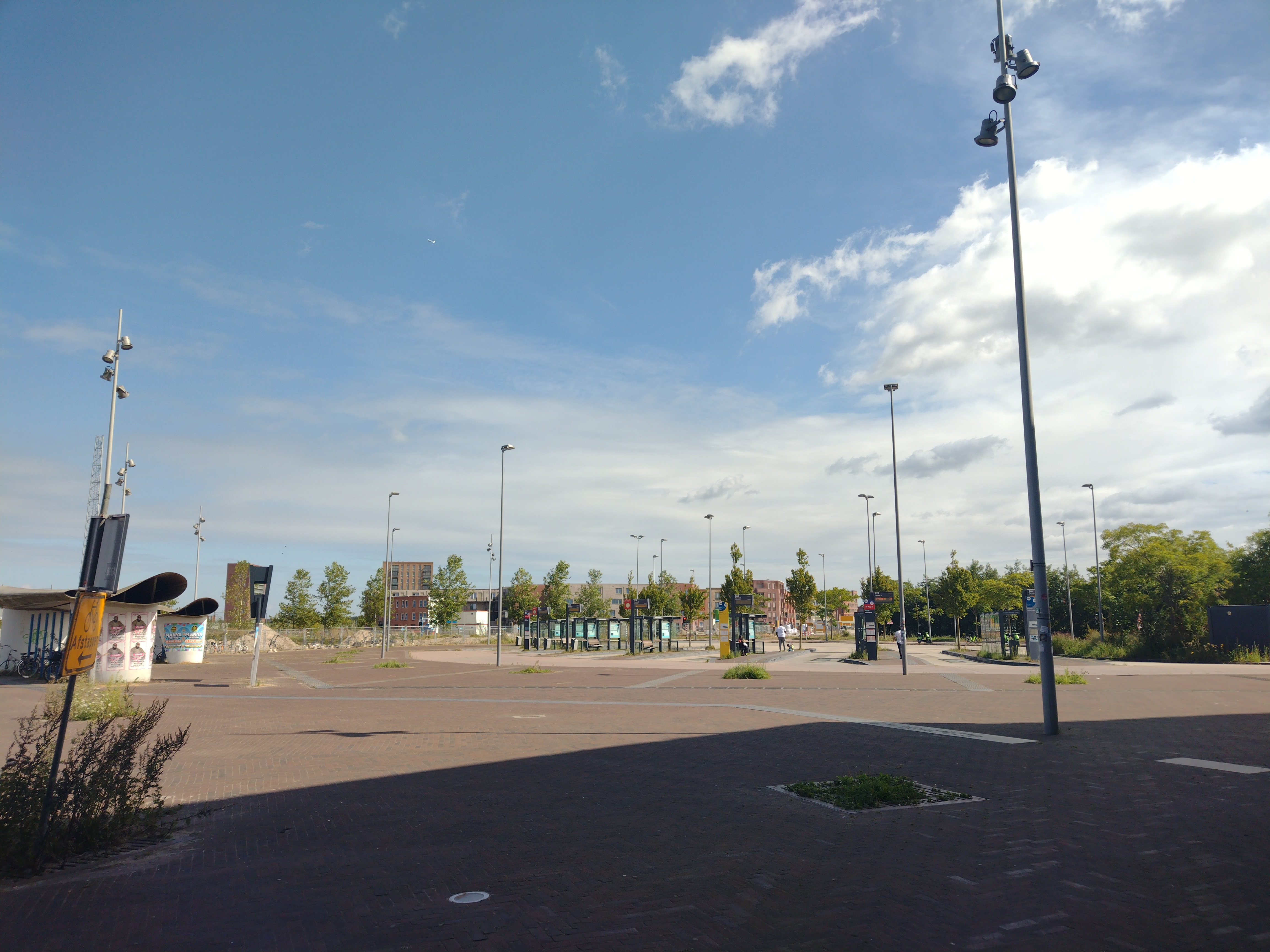
Busstation

0: Weesp · 
7: Almere Strand ·
12: Almere Poort ·
13: Almere Muziekwijk ·
15: Almere Centrum ·
17: Almere Parkwijk ·
20: Almere Buiten ·
22: Almere Oostvaarders ·
38: Lelystad Zuid ·
40: Lelystad Centrum
Almere:
-Buiten ·
-Centrum ·
-Muziekwijk ·
-Oostvaarders ·
-Parkwijk ·
-Poort ·
Dronten ·
Lelystad Centrum